# 圣救主座堂 (古尔本)

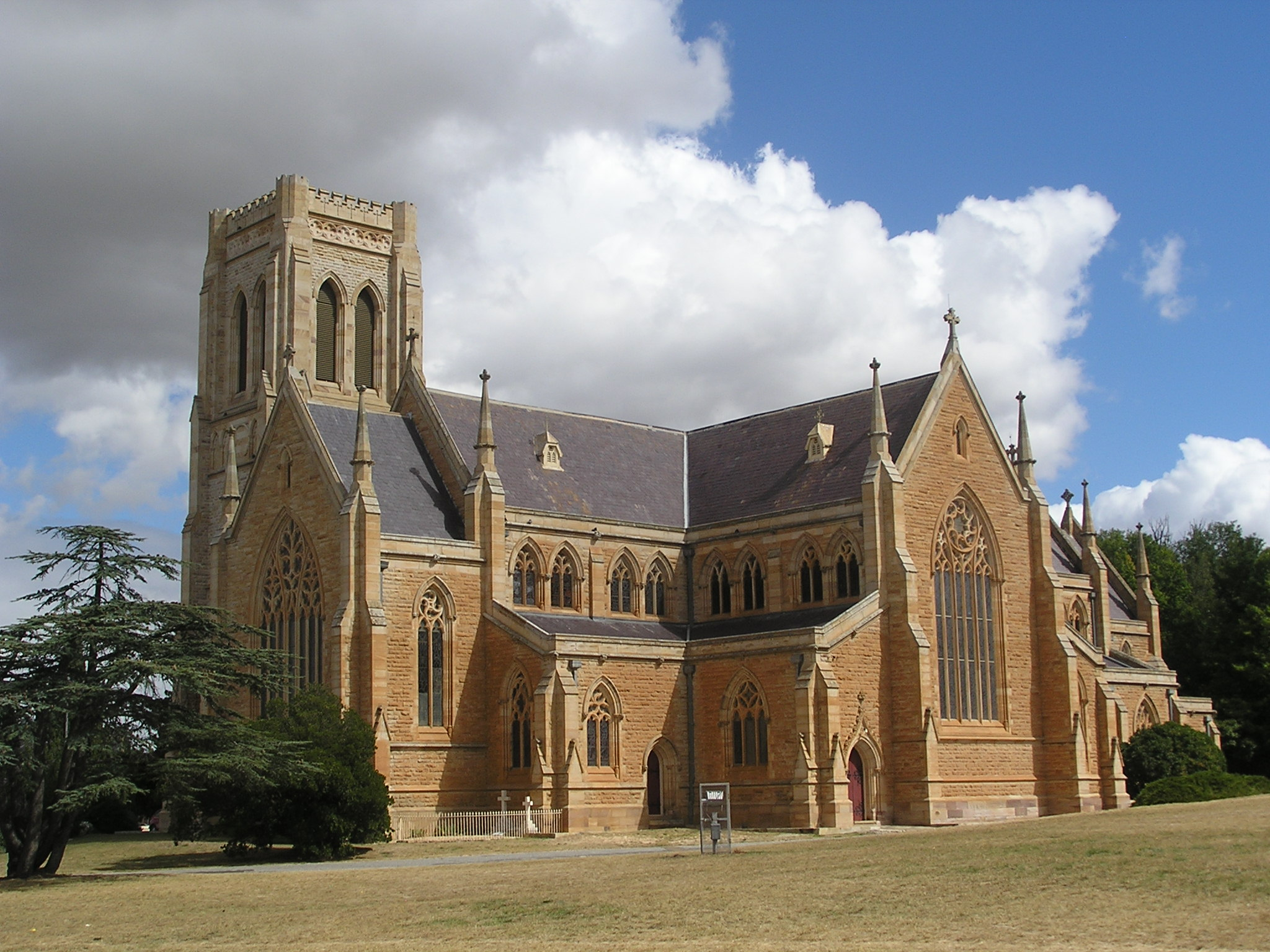
圣救主座堂

圣救主座堂（St Saviour's Cathedral）是圣公会堪培拉暨古尔本教区的主教座堂，位于澳大利亚新南威尔士州古尔本。

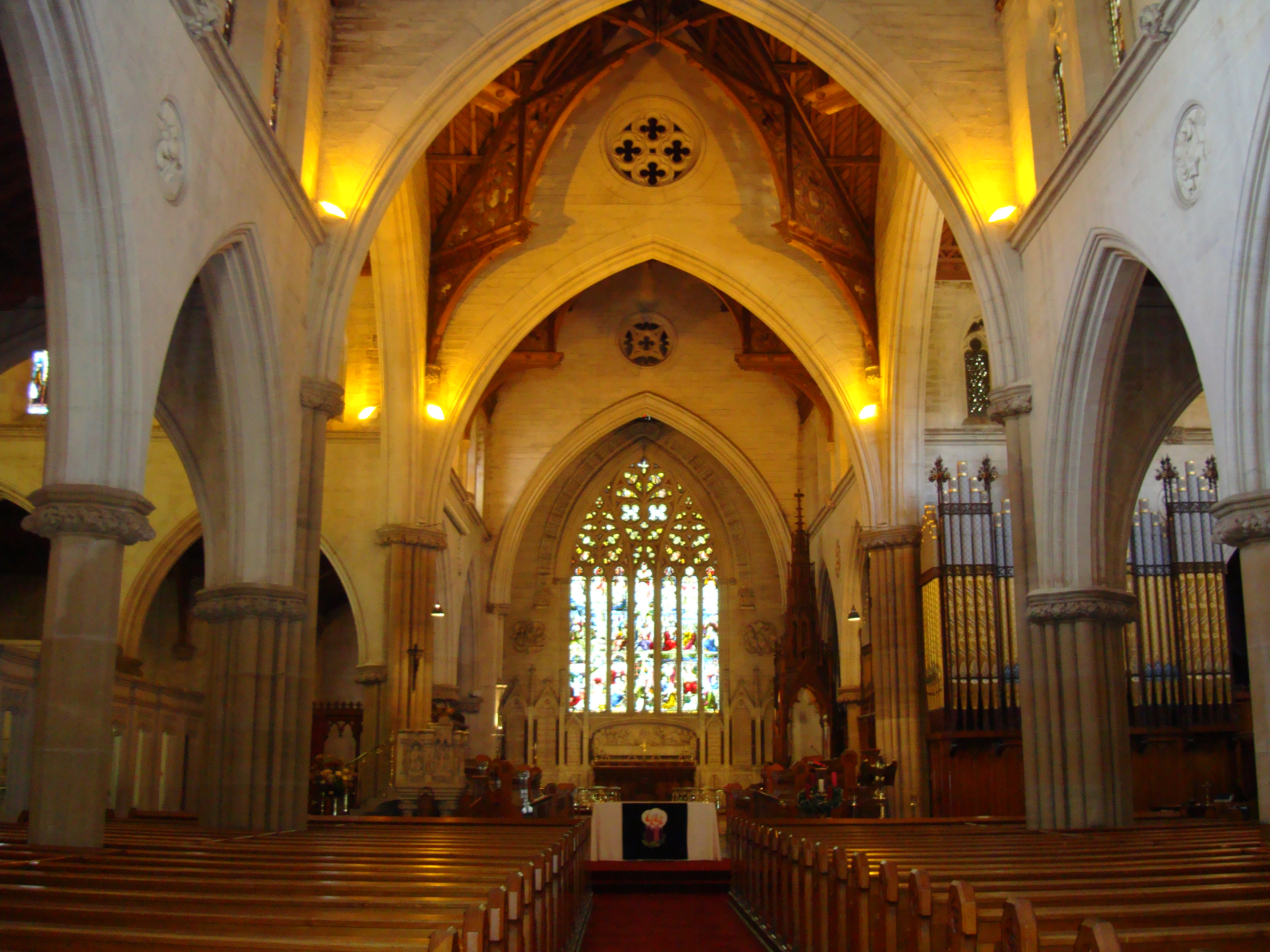
内部

1840年建成简单的小教堂。目前的教堂于1874年1月15日动工，1884年耗资2万英镑，建成教堂主体，但钟楼仍未完成。